# Saint-Chef
Saint-Chef és un municipi francès situat al departament de la Isèra i a la regió d'Alvèrnia-Roine-Alps. L'any 2007 tenia 3.295 habitants.

## Demografia

### Població
El 2007 la població de fet de Saint-Chef era de 3.295 persones. Hi havia 1.191 famílies de les quals 279 eren unipersonals (111 homes vivint sols i 168 dones vivint soles), 309 parelles sense fills, 523 parelles amb fills i 80 famílies monoparentals amb fills.
La població ha evolucionat segons el següent gràfic:
Habitants censats

### Habitatges
El 2007 hi havia 1.329 habitatges, 1.196 eren l'habitatge principal de la família, 48 eren segones residències i 85 estaven desocupats. 1.151 eren cases i 159 eren apartaments. Dels 1.196 habitatges principals, 961 estaven ocupats pels seus propietaris, 215 estaven llogats i ocupats pels llogaters i 19 estaven cedits a títol gratuït; 32 tenien una cambra, 79 en tenien dues, 111 en tenien tres, 319 en tenien quatre i 654 en tenien cinc o més. 926 habitatges disposaven pel capbaix d'una plaça de pàrquing. A 438 habitatges hi havia un automòbil i a 686 n'hi havia dos o més.

### Piràmide de població
La piràmide de població per edats i sexe el 2009 era:
| Homes | Edats   | Dones |
| ----- | ------- | ----- |
| 0     | 95 o +  | 4     |
| 0     | 90 a 94 | 16    |
| 8     | 85 a 89 | 28    |
| 20    | 80 a 84 | 24    |
| 20    | 75 a 79 | 48    |
| 76    | 70 a 74 | 24    |
| 44    | 65 a 69 | 48    |
| 64    | 60 a 64 | 64    |
| 40    | 55 a 59 | 44    |
| 112   | 50 a 54 | 72    |
| 112   | 45 a 49 | 104   |
| 112   | 40 a 44 | 128   |
| 116   | 35 a 39 | 104   |
| 120   | 30 a 34 | 152   |
| 76    | 25 a 29 | 68    |
| 84    | 20 a 24 | 72    |
| 88    | 15 a 19 | 104   |
| 128   | 10 a 14 | 152   |
| 136   | 5 a 9   | 96    |
| 100   | 0 a 4   | 92    |

## Economia
El 2007 la població en edat de treballar era de 2.140 persones, 1.623 eren actives i 517 eren inactives. De les 1.623 persones actives 1.512 estaven ocupades (816 homes i 696 dones) i 111 estaven aturades (48 homes i 63 dones). De les 517 persones inactives 173 estaven jubilades, 179 estaven estudiant i 165 estaven classificades com a «altres inactius».

### Ingressos
El 2009 a Saint-Chef hi havia 1.207 unitats fiscals que integraven 3.244 persones, la mediana anual d'ingressos fiscals per persona era de 20.091,5 €.

### Activitats econòmiques
Dels 132 establiments que hi havia el 2007, 1 era d'una empresa extractiva, 2 d'empreses alimentàries, 1 d'una empresa de fabricació de material elèctric, 9 d'empreses de fabricació d'altres productes industrials, 27 d'empreses de construcció, 28 d'empreses de comerç i reparació d'automòbils, 7 d'empreses de transport, 4 d'empreses d'hostatgeria i restauració, 5 d'empreses d'informació i comunicació, 2 d'empreses financeres, 4 d'empreses immobiliàries, 17 d'empreses de serveis, 15 d'entitats de l'administració pública i 10 d'empreses classificades com a «altres activitats de serveis».
Dels 34 establiments de servei als particulars que hi havia el 2009, 1 era una oficina de correu, 2 tallers de reparació d'automòbils i de material agrícola, 2 autoescoles, 5 paletes, 4 guixaires pintors, 4 fusteries, 5 lampisteries, 3 electricistes, 3 perruqueries, 3 restaurants, 1 agència immobiliària i 1 saló de bellesa.
Dels 6 establiments comercials que hi havia el 2009, 1 era una gran superfície de material de bricolatge, 1 una botiga de menys de 120 m², 3 fleques i 1 una carnisseria.
L'any 2000 a Saint-Chef hi havia 57 explotacions agrícoles que ocupaven un total de 1.120 hectàrees.

## Equipaments sanitaris i escolars
L'únic equipament sanitari que hi havia el 2009 era una farmàcia.
El 2009 hi havia 1 escola maternal i 3 escoles elementals. Saint-Chef disposava d'un col·legi d'educació secundària amb 546 alumnes.

## Poblacions més properes
El següent diagrama mostra les poblacions més properes.